# روجر روجر
روجر روجر (بالفرنسية: Roger Roger)‏ هو موزع وعازف بيانو وملحن فرنسي، ولد في 5 أغسطس 1911 في روان في فرنسا، وتوفي في 12 يونيو 1995 في دوفيل في فرنسا.

## وصلات خارجية
- روجر روجر على موقع IMDb (الإنجليزية)
- روجر روجر على موقع ميوزك برينز (الإنجليزية)
- روجر روجر على موقع أول ميوزيك (الإنجليزية)
- روجر روجر على موقع ديسكوغز (الإنجليزية)
- روجر روجر على موقع قاعدة بيانات الفيلم (الإنجليزية)